# Michel-Léonard Béguine
Michel-Léonard Béguine, nacido el 9 de agosto de 1855 en Uxeau y fallecido el 29 de marzo de 1929 en París, fue un escultor francés. 

## Datos biográficos

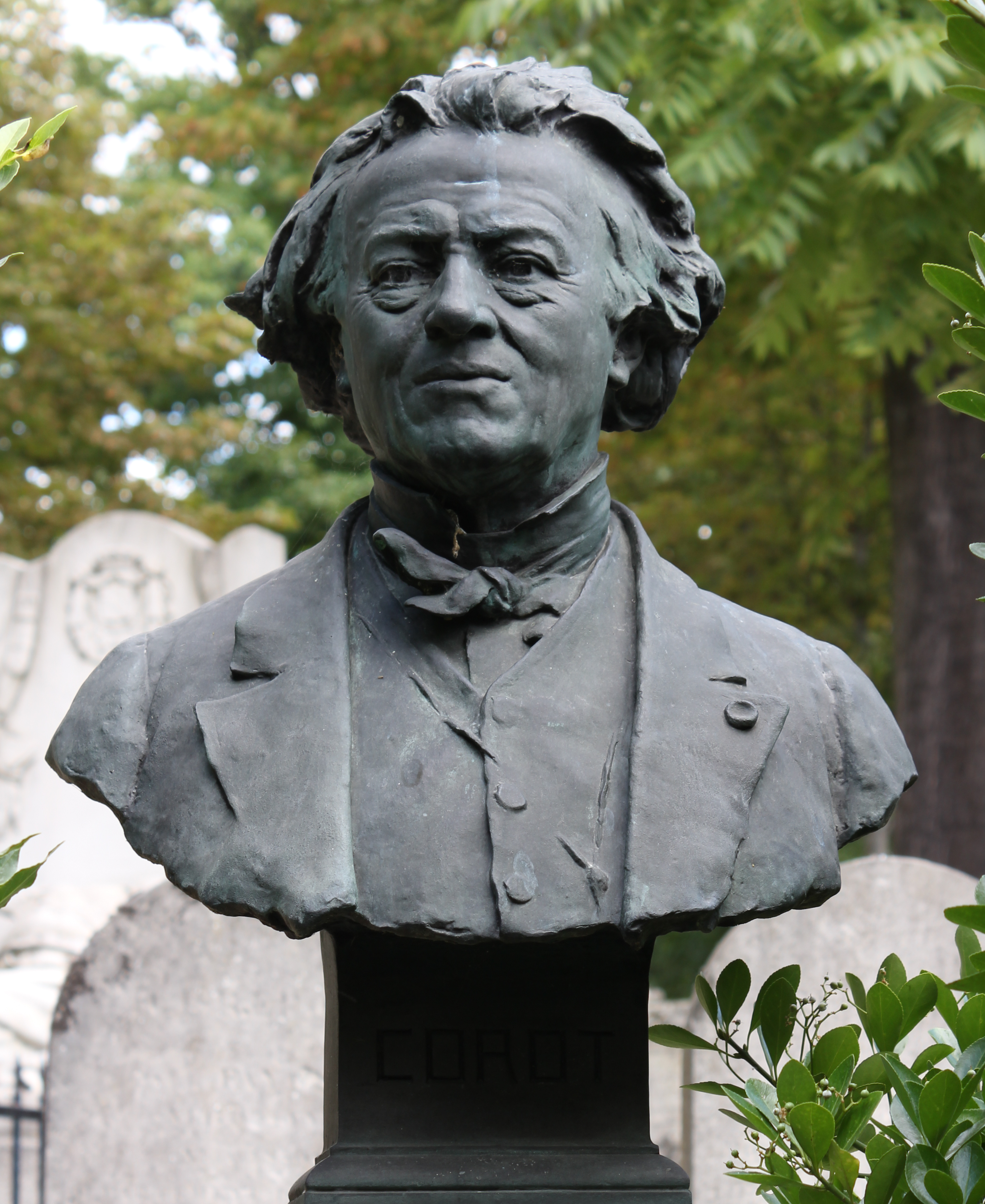
busto de Père-Lachaise

Alumno de Aimé Millet y de Auguste Dumont, obtuvo en 1878 una mención de honor en el Salón de los Artistas Franceses y posteriormente, en 1887 una medalla de segunda clase ; además sendas medallas de plata en las exposiciones universales de 1889 y 1900 y una bolsa de viaje a los Estados Unidos, siendo clasificado como fuera de concurso en la exposición universal de Chicago de 1893; una medalla de primera clase en el Salón de 1902 coronó su carrera.
Nombrado caballero de la Legión de Honor el 4 de octubre de 1904.
Fallecido el 29 de marzo de 1929 en París, está enterrado en el cementerio de Montparnasse.

## Obras
Monumento a Ernest Rousselle, para la villa de París, inaugurado en el bulevar de Italia, el 6 de octubre de 1921. En la actualidad en el número 69 del Boulevard Auguste-Blanqui (Distrito XIII de París):

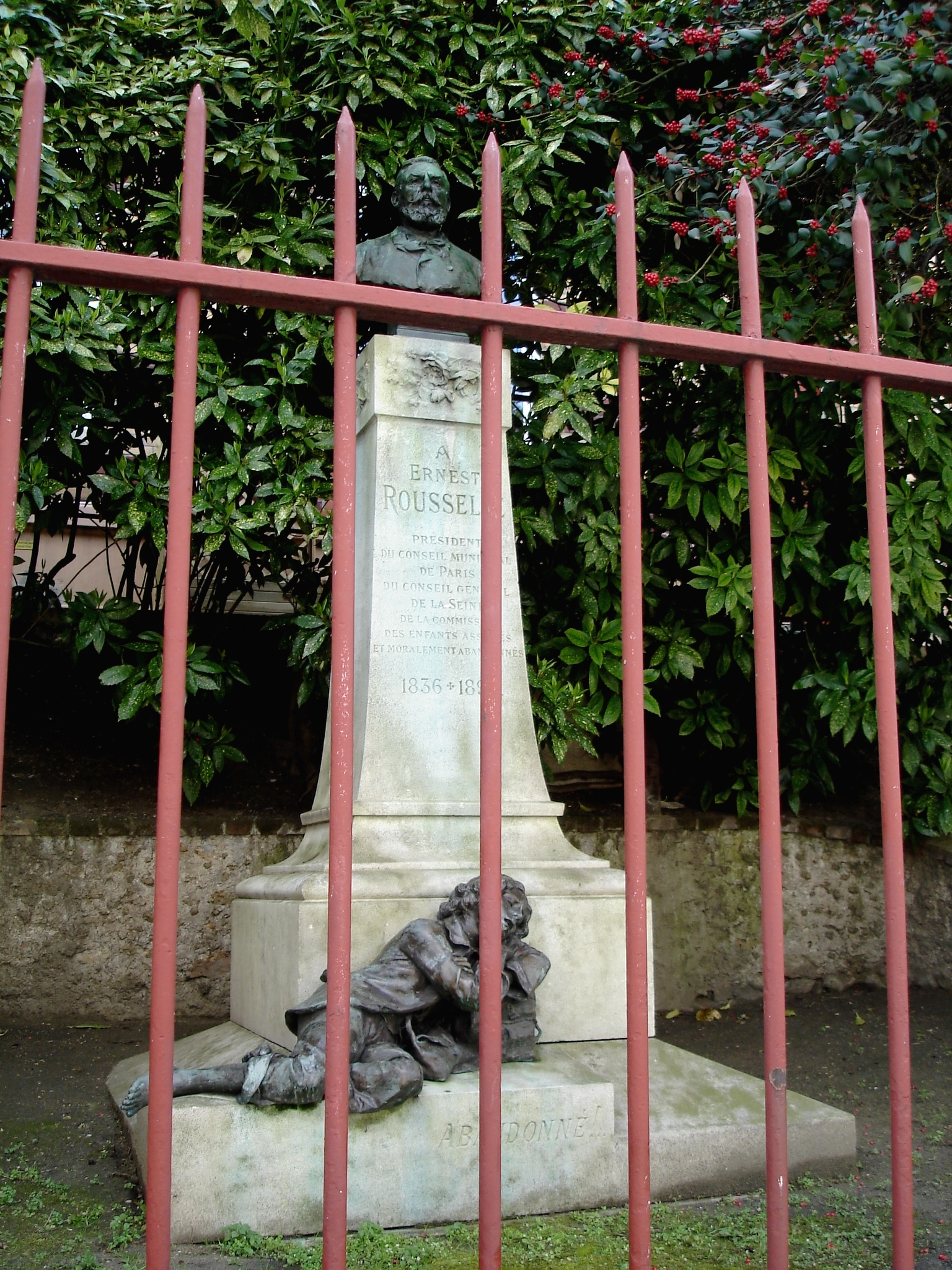
Vista frontal del monumento
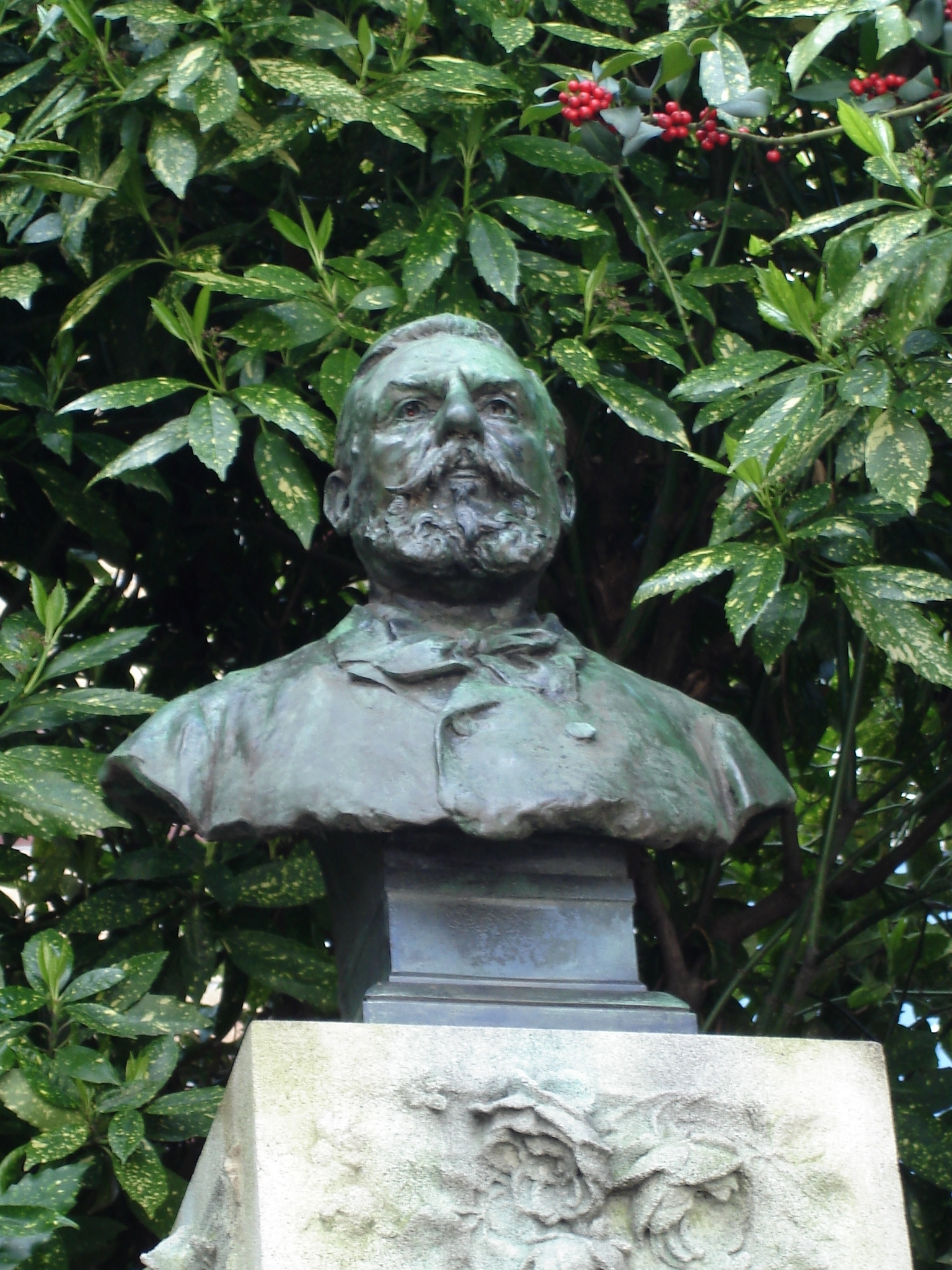
Busto de Ernest Rousselle
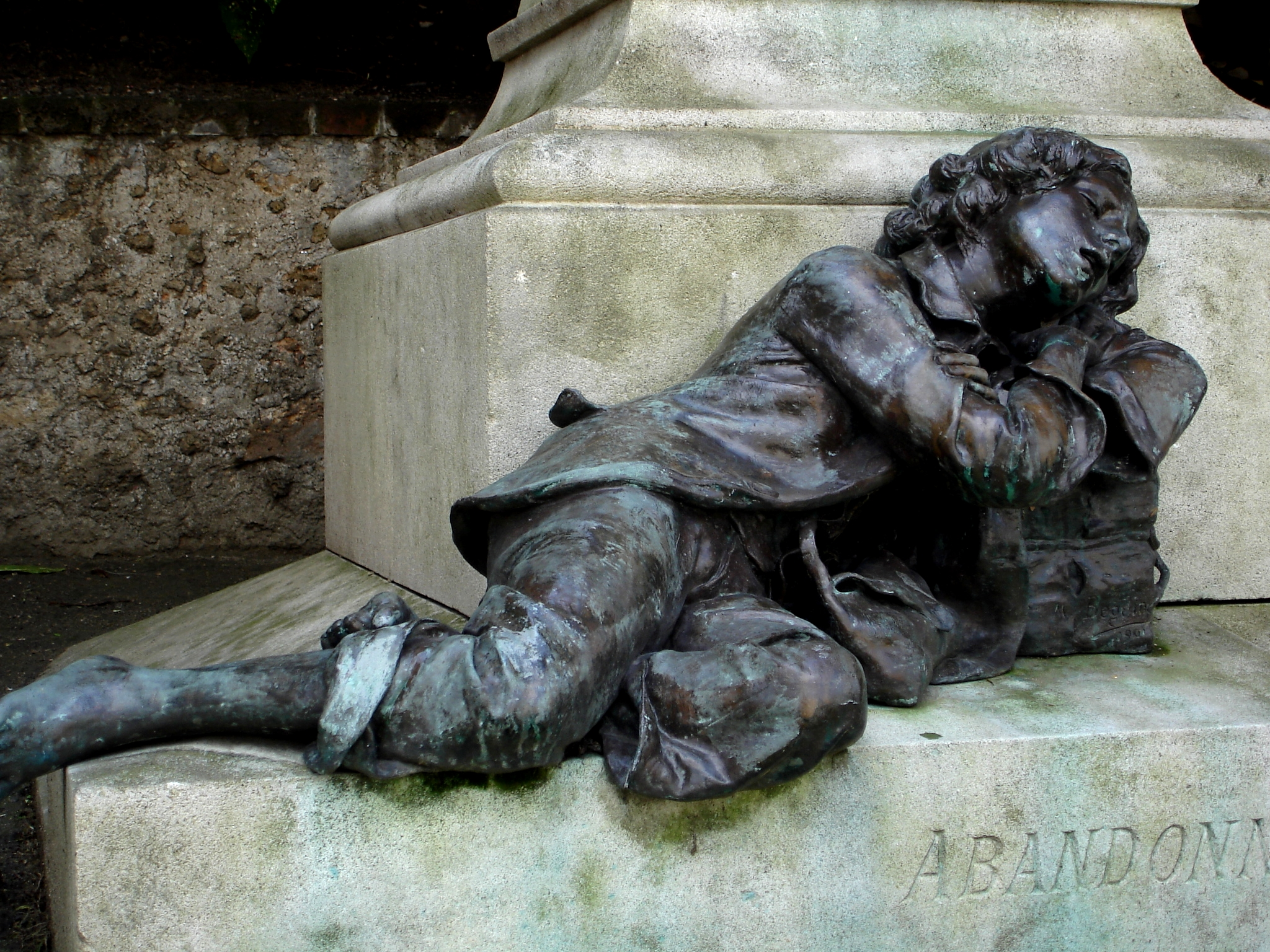
Detalle, niño abandonado.